# Lago di Sabaudia
Lago di Sabaudia este o arie protejată (arie specială de conservare — SAC, sit de importanță comunitară — SCI) din Italia întinsă pe o suprafață de 395 ha, integral pe uscat.

## Localizare
Centrul sitului Lago di Sabaudia este situat la coordonatele 41°16′44″N 13°01′38″E / 41.278889°N 13.027222°E.

## Înființare
Situl Lago di Sabaudia a fost declarat sit de importanță comunitară în iunie 1995 pentru a proteja 30 de specii de animale. Situl a fost protejat și ca arie specială de conservare în august 2017.

## Biodiversitate
Situată în ecoregiunea mediteraneană, aria protejată conține 5 habitate naturale: Pășuni mediteraneene udate de apa mării (Juncetalia maritimi), Lagune de coastă, Pajiști umede mediteraneene cu ierburi înalte de Molinio-Holoschoenion, Păduri de Quercus ilex și Quercus rotundifolia, Păduri de Quercus suber.
La baza desemnării sitului se află mai multe specii protejate:
- păsări (21): privighetoare-de-baltă (Acrocephalus melanopogon), pescăruș albastru (Alcedo atthis), egretă mare (Ardea alba), stârc galben (Ardeola ralloides), rață roșie (Aythya nyroca), bătăuș (Calidris pugnax), chirighiță neagră (Chlidonias niger), erete de stuf (Circus aeruginosus), egretă mică (Egretta garzetta), cufundar polar (Gavia arctica), cocor (Grus grus), piciorong (Himantopus himantopus), stârc pitic (Ixobrychus minutus), stârc de noapte (Nycticorax nycticorax), vultur pescar (Pandion haliaetus), Phalacrocorax carbo sinensis, ploier auriu (Pluvialis apricaria), corcodel-urechiat (Podiceps auritus), chiră de mare (Thalasseus sandvicensis), fluierar de mlaștină (Tringa glareola), Zapornia parva
- mamifere (6): liliac cu aripi lungi (Miniopterus schreibersii), liliac cu picioare lungi (Myotis capaccinii), liliac cărămiziu (Myotis emarginatus), liliacul mediteranean cu potcoavă (Rhinolophus euryale), liliacul mare cu potcoavă (Rhinolophus ferrumequinum), liliacul mic cu potcoavă (Rhinolophus hipposideros)
- nevertebrate (1): Lindenia tetraphylla
- pești (1): Aphanius fasciatus
- reptile (1): țestoasa de baltă (Emys orbicularis)

Pe lângă speciile protejate, pe teritoriul sitului au mai fost identificate 4 specii de plante, 2 specii de amfibieni, 1 specie de reptile.